# Vilemínina stěna

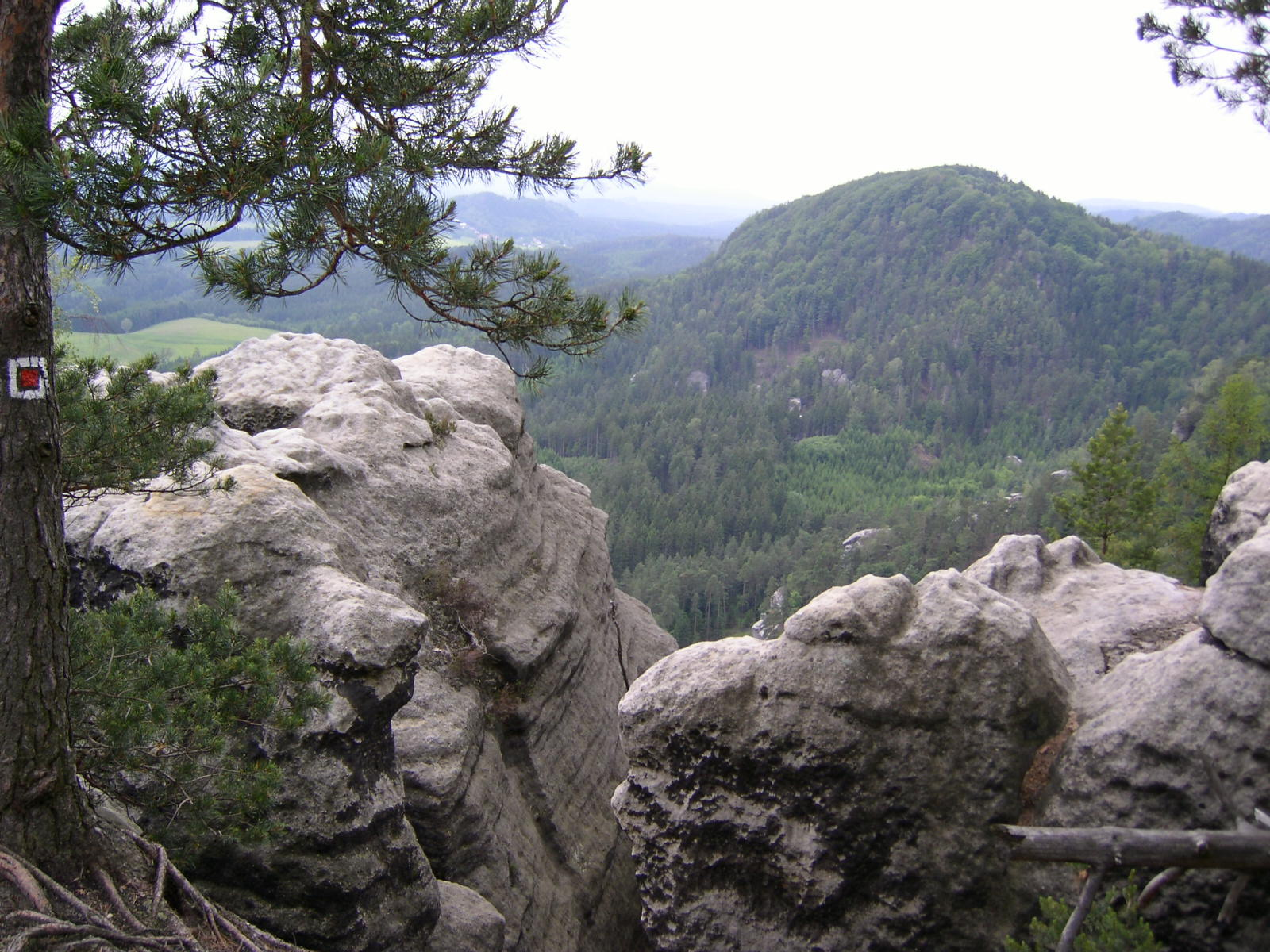
Výhled z Vilemíniny stěny

Vilemínina stěna (německy Wilhelminenwand) je vyhlídkové místo v Českém Švýcarsku. Leží ve výšce 439 metrů nad mořem severně od Jetřichovic a je součástí pískovcových skal Děčínské vrchoviny. Je odtud pěkný výhled do kraje, mimo jiné na Růžovský vrch.
Z Jetřichovic se sem lze dostat po červené turistické značce, součásti evropské dálkové trasy E3. Ta sem vede od jihu z Jetřichovic okolo Mariiny vyhlídky. Přímo na Vilemíninu stěnu vede značená odbočka z nedalekého rozcestí, značka sama pak dále pokračuje na Rudolfův kámen a Malou Pravčickou bránu.
Jméno Vilemínina stěna nese vyhlídka od 19. století, kdy byla oblast součástí panství Kinských a vyhlídka byla pojmenována po Vilemíně Kinské.